# Toussaint Hocquart
Pour les articles homonymes, voir Hocquart.
Toussaint Hocquart de Blincourt, seigneur de Serville, né le 29 octobre 1700 à Nantes et mort le 25 avril 1772 à Saint-Paër, inhumé le lendemain dans l'église d'Épinay-sur-Duclair, est un officier de marine français du XVIIIe siècle.

## Biographie

### Origines et famille
Toussaint Hocquart de Blincourt descend d'une famille noble de Champagne, dont l'origine remonte à 1189. Il est le cinquième fils de Jean Hyacinthe Hocquart, seigneur d'Essenlis-sur-Aisne (1649-1723) et de Marie Françoise Michelet, dame de Cosnier (†1742). Son père est conseiller du roi, premier commis de Colbert, intendant de la marine et des fortifications au Hâvre-de-Grâce, puis à Toulon. Son frère Gilles Hocquart (1694-1783) est intendant de la Nouvelle-France.
En 1741, à l'église Saint-Patrice de Rouen, il se maria à Madeleine Honorée de Franciny (1698-1756). En 1761 à Saint-Paër, il se remaria avec Marie Anne Compoint du Boulhard.

### Carrière dans la marine royale

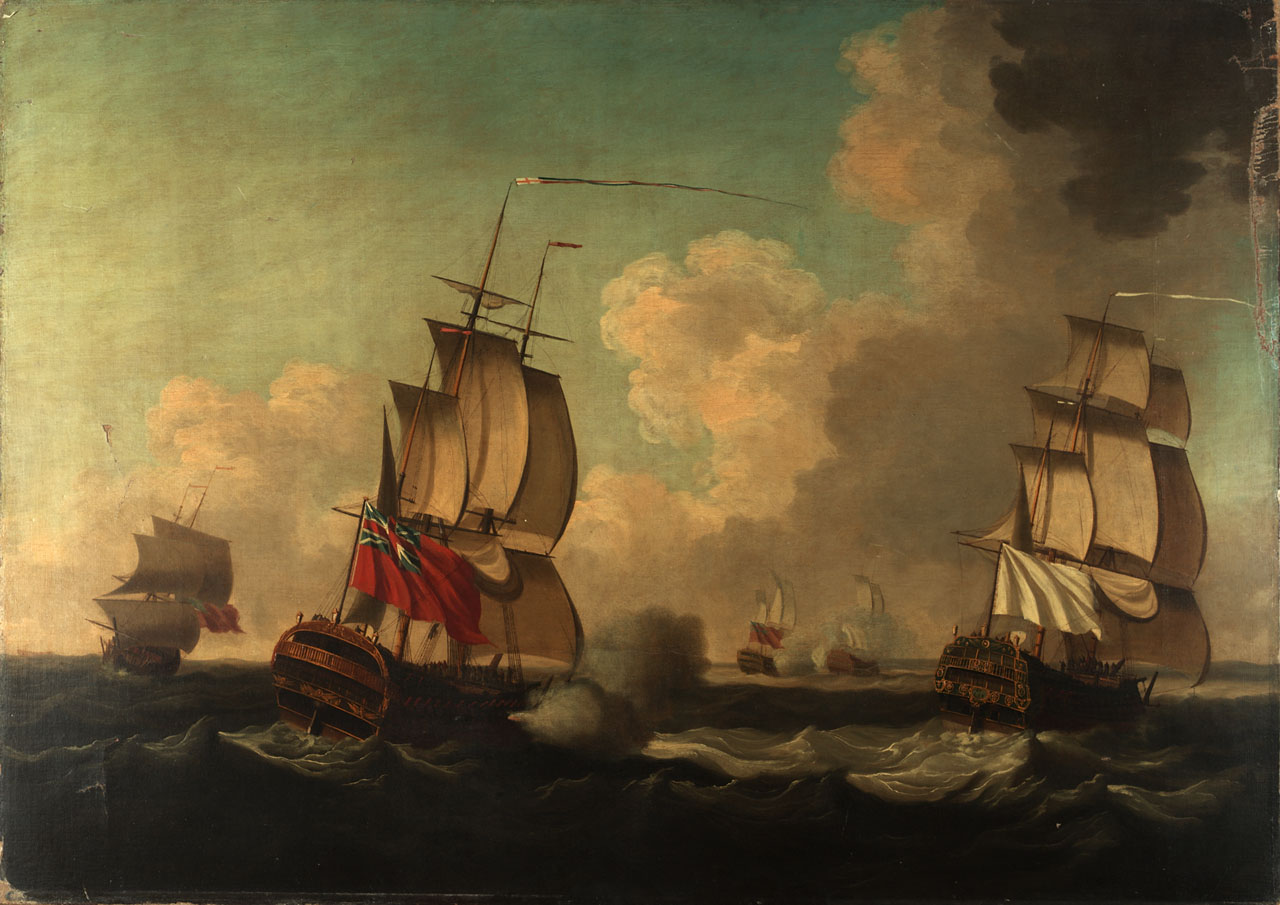
La capture de lAlcide et du Lys.

Il entre jeune dans la Marine royale. Il intègre une compagnie de garde de la Marine le 12 mars 1717. Promu enseigne de vaisseau le 17 mars 1727, puis lieutenant de vaisseau en 1737, il commande La Médée en 1744. Il reçoit un brevet de capitaine de vaisseau le 1er janvier 1746. 
En 1747, le marquis de La Jonquière est nommé gouverneur du Canada et prend la tête d'une force navale de six vaisseaux et 40 bâtiments de transport pour faire la reconquête de Louisbourg. Les Français rencontrent la flotte britannique de l'amiral Anson au large du cap Ortégal sur la côte espagnole. Hocquart commande Le Diamant, vaisseau de 56 canons, dans l'escadre française. Comme l'ensemble des vaisseaux de guerre français, son bâtiment est capturé et il est fait prisonnier. Une grande partie du convoi parvient néanmoins à s’enfuir.
Il commande l'Alcide en 1755. Sa capture le 8 juin 1755, avant le début de la guerre de Sept Ans contribuera à la déclaration des hostilités quelques mois plus tard. Hocquart crie par trois fois porte-voix en main : « Sommes-nous en guerre ou en paix? », ce à quoi Richard Howe, capitaine du HMS Dunkirk, répond : « En paix, en paix ». Mais, dès que le Dunkirk est à une demi-portée de pistolet, ses canons ouvrent le feu sur l’Alcide. L’Alcide étant mieux armé que les deux autres vaisseaux français, réplique au feu britannique et combat bravement pendant cinq heures. Mais, ayant subi des dégâts important, il finit par abaisser son pavillon, tout comme le Lys. Le Dauphin Royal parvient à s'échapper à la faveur du brouillard et à regagner le continent.
À chaque fois attaqué par un ennemi supérieur en nombre, à chaque fois s'étant héroïquement défendu, à chaque fois fait prisonnier… dans la dernière ce fut dans des conditions de traitrise habituelle de la part des Anglais… Il se retire avec des provisions de chef d'escadre des armées navales en 1761.

### Sources et bibliographie
- Michel Vergé-Franceschi (dir.), Dictionnaire d'histoire maritime, Paris, éditions Robert Laffont, coll. « Bouquins », 2002, 1508 p. (ISBN 2-221-08751-8 et 2-221-09744-0, BNF 38825325)
- Jean Meyer et Martine Acerra, Histoire de la marine française : des origines à nos jours, Rennes, Ouest-France, 1994, 427 p. [détail de l’édition] (ISBN 2-7373-1129-2, BNF 35734655)
- Rémi Monaque, Une histoire de la marine de guerre française, Paris, éditions Perrin, 2016, 526 p. (ISBN 978-2-262-03715-4)
- Étienne Taillemite, Dictionnaire des marins français, Paris, Tallandier, coll. « Dictionnaires », octobre 2002, 537 p. [détail de l’édition] (ISBN 978-2847340082)
- Georges Lacour-Gayet, La Marine militaire de la France sous le règne de Louis XV, Honoré Champion éditeur, 1902, édition revue et augmentée en 1910 (lire en ligne)